# Pedicia (Amalopis) seticauda
Pedicia (Amalopis) seticauda is een tweevleugelige uit de familie Pediciidae. De soort komt voor in het Palearctisch gebied.